# ブラックストーン (たばこ)
ブラックストーン（BLACK STONE）は、アメリカのたばこメーカー、スウィッシャー (Swisher International Group) が生産しているドライシガー扱いのたばこ。
パイプタバコのフレーバーをブレンドしている。チップ入りの葉巻タイプもある。

## 製品一覧

### 現行販売製品
葉巻に分類される為、タール及びニコチンの表記がない。リトルシガーは2009年12月頃より、中身を増量（重量を0.9g→1.2gに変更）して値上げ（当初は410円）している。（旧製品は、価格据え置き（390円）で販売されていた。
)2018年10月に増税の際に600円に統一されている。

## 余談
人気コミック『NANA』に登場するバンド、『BLACK STONES』の名前はこのタバコが由来である。
また、登場人物のヤスとシンが吸っている煙草はBLACK STONE Cherry である。詳しくはNANAの登場人物を参照の事。